# 성문중학교
성문중학교(聖文中學校)는 대한민국 경기도 안양시 만안구 안양동에 있는 사립 중학교이다.

## 학교 연혁
- 1970년 7월 29일 : 학교법인 진선학원 설립(설립자 정존모 이사장 취임)
- 1970년 9월 25일 : 성문 여자 중학교 교사 신축
- 1971년 1월 25일 : 학교인가 성문 여자 중학교 (전 9학급)
- 1971년 3월 1일 : 초대 최계남 교장 취임
- 1971년 3월 5일 : 성문 여자 중학교 개교
- 1974년 1월 21일 : 제1회 졸업생 배출(183명)
- 2000년 9월 14일 : 성문중학교 학칙 인가(남녀공학)
- 2014년 3월 3일 : 혁신학교 및 자유학기제 운영
- 2017년 9월 1일 : 제5대 정길진 이사장 취임
- 2017년 9월 1일 : 제11대 정길현 교장 취임
- 2021년 1월 13일 : 제48회 졸업생 배출(77명)  총 15,007명

## 참고 자료
- 성문중학교 - 한국교육학술정보원 학교알리미